# Зафар (Яванский район)
Зафар (тадж. Зафар; до 2017 года — Урта-Кайнар; тадж. Урта-Қайнар) — село в Яванском районе Хатлонской области Республики Таджикистан. Административный центр джамоата (сельской общины) Норин (Нарын) Яванского района.
Находится на расстоянии 26 км от райцентра (пгт. Яван).
Население — 4527 чел. (2017).